# Муратли (дем Марония-Шапчи)
Муратли (на гръцки: Μίρανα, Мирана) е село в Гърция, разположено на територията на дем Марония-Шапчи, област Източна Македония и Тракия.

## География
Селото е разположено на южните склонове на Родопите.

## История
Към 1942 година в селото (Муратлъ) живеят 10 помаци.